# Loup Verlet
Pour les articles homonymes, voir Verlet.
Loup Verlet (né le 24 mai 1931 à Paris et mort le 13 juin 2019 à Gometz-le-Châtel) est un physicien et écrivain français, pionnier de la simulation par ordinateur des modèles moléculaires dynamiques. Dans un article réputé paru en 1967, il développa ce qui est maintenant connu sous le nom d'intégration de Verlet (une méthode d'intégration numérique pour les équations du mouvement) et la Liste de Verlet (une structure de donnée qui conserve une trace du voisinage de chaque molécule dans le but d'accélérer les calculs sur les interactions entre molécules). Il est également historien et philosophe des sciences et il se tourne vers la psychanalyse à la fin de sa vie.

## Biographie
Élève de l’École normale supérieure, agrégé de sciences physiques (1953), il prépare sa thèse à la Faculté des Sciences de Paris et soutient sa thèse de doctorat en 1957 ; il était un élève de Victor Weisskopf. De 1957 à 1993, il travaille principalement sur la mécanique des fluides.
Il présente en 1967 le célèbre article dans lequel il explique la méthode d'intégration numérique des équations de mouvement (aujourd'hui appelée « Intégration de Verlet ») et une structure de donnée permettant de suivre les molécules de son entourage immédiat (que l'on appelle « Liste de Verlet »).
À partir de 1993, il s'oriente vers l'histoire et la philosophie des sciences, puis vers la psychanalyse.

## Œuvres
Dans son livre La Malle de Newton (1993), Loup Verlet défend la thèse qu'Isaac Newton fut le symbole de la transition entre les idées médiévales, principalement religieuses, et la manière moderne d'analyser les problèmes de physique. Newton avait un pied dans chaque monde, comme le prouve le fait que ses écrits n'avaient pas seulement pour sujet la physique et les mathématiques, mais aussi la théologie et l'alchimie, une combinaison qui nous semble étonnante de nos jours. La publication de l'œuvre de Newton Principia en 1687 et la Glorieuse Révolution en 1688 (avec la limitation des pouvoirs du roi par un parlement élu) furent les évènements clés qui conclurent l'ère ancienne et annoncèrent l'ère moderne.
Le dernier livre de Loup Verlet est Chimères et Paradoxes (Ed. Cerf, 2007), un essai étendu qui touche aussi bien à la philosophie qu'à l'histoire des sciences. Parmi d'autres choses, il examine comment trois grands penseurs (Descartes, Newton et Freud) changèrent notre vision du monde.
- (en) Loup Verlet, « Computer "Experiments" on Classical Fluids. I. Thermodynamical Properties of Lennard-Jones Molecules », Physical Review, vol. 159, no 1,‎ juillet 1967, p. 98-103 (DOI 10.1103/PhysRev.159.98)
- (en) D. Levesque et L. Verlet, « Molecular dynamics and time reversibility », Journal of Statistical Physics, vol. 72, nos 3-4,‎ 1993, p. 519-537 (DOI 10.1007/BF01048022)

Loup Verlet est également membre du collectif Adret, qui a publié :
- Travailler deux heures par jour, Seuil, 1977[7],[8]
- Résister, Minuit, 1997[9]
- Le changement climatique : aubaine ou désastre ?, Cerf, 2007[10]